# Menhir von Vaccil-Vecchiu
Der Menhir von Vaccil-Vecchiu (auch Vaccil Vecchio genannt) steht auf der Hochebene Vaccil Vecchiu, südlich des Weilers Grossa im Département Corse-du-Sud auf der Mittelmeerinsel Korsika in Frankreich.
Der sehr schlanke, glatte, runde Menhir von Vaccil-Vecchiu ist etwa 2,9 Meter hoch. Wenige Meter vom Menhir entfernt liegen einige lange Steine in der Nähe eines Drahtzauns. Der Menhir könnte ein Überbleibsel einer zerstörten Steinreihe sein.
Etwa 800 m nördlich liegt der 1893 von Adrien de Mortillet (1853–1931) erwähnte "Dolmen von Bizzicu Rosu". Er besteht aus zwei Tragsteinen und einer Deckenplatte aus Granit. Die Höhe beträgt etwa 1,6 m und seine Kammer misst etwas weniger als 2,0 m. Wenige Meter entfernt steht ein großer Menhir.